# Krysař (pověst)

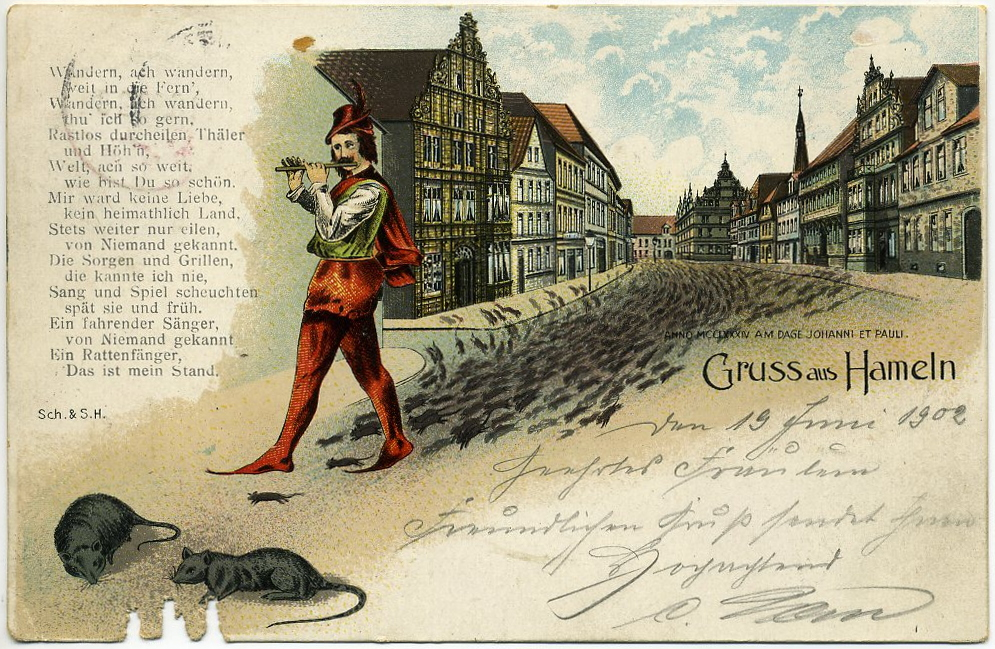
Krysař z Hamelnu. Litografie na pohlednici z roku 1902

Krysař z Hamelnu je německá pověst o nedodrženém slibu a únosu sto třiceti dětí z města Hameln. Nejslavnější verze příběhu jsou připisovány bratrům Grimmovým, v angličtině Robertu Browningovi. V Česku je známá próza Viktora Dyka Krysař, loutkový film Krysař inspirovaný Dykovým zpracováním, muzikál Krysař Daniela Landy a nakonec i snímek F. A. Brabce Krysař (který drží rekord nejrychleji natočeného filmu na světě).

## Děj pověsti
Je rok 1284, Hameln je zcela zamořen krysami. Do města přichází neznámý muž v pestrobarevném oděvu, který tvrdí, že je krysař. Slibuje radním řešení jejich problému s krysami a radní mu obratem na oplátku slibují tučnou odměnu. Neznámý souhlasí a zahraje na svou píšťalu. Její melodii následují krysy až do řeky Vezery (Weser), kde se utopí. Navzdory úspěchu radní poruší svůj slib a odmítají mu zaplatit za odvedenou práci. Krysař ve vzteku odchází, aby se o nějaký čas později vrátil pro svou pomstu.
Je 26. červen, všichni místní jsou v kostele a krysař se vrací, aby znovu zahrál na píšťalu. Tentokrát ale její melodii následují hamelnské děti. (V podání V. Dyka krysař okouzlí a následně odvede všechny obyvatele města – posléze seskáčou do propasti pod horou Koppel. Přežije pouze jeden rybář a malé, nevinné batole.) 130 chlapců a dívek krysaře následuje z města. Dále se různé verze příběhu liší. Podle jedné krysař vlákal všechny děti do jeskyně, ze které už nikdy nikdo nevyšel. Jiná hovoří o chromém dítěti, které zůstalo pozadu a tak vše mohlo povědět dospělým z Hamelnu. Další, ale již ne tradiční verze tvrdí, že krysař utopil děti ve Vezeře stejně jako dříve krysy nebo že děti vrátil poté, co mu radní zaplatili.

## Historie
Nejstarší zmínka o příběhu se nacházela vepsaná v skleněné mozaice umístěné v hamelnském kostele z doby kolem roku 1300. Toto okno bylo popsáno v několika účetních knihách mezi 14. a 17. stoletím, ale pravděpodobně bylo zničeno roku 1660. Na základě dochovaného popisu byla vytvořena moderní rekonstrukce od Hanse Dobbertina. Zobrazuje pestrobarevnou postavu krysaře a několik postaviček dětí oděných v bílém.
Obecně se soudí, že tato mozaika byla vytvořena jako vzpomínka na tragickou událost, která se ve městě udála. Také městská kronika a záznamy začínají až touto dobou. Přestože se vedou výzkumy už po staletí, zůstaly pouze dohady a hypotézy, nikdy se nezjistilo, co přesně se v Hamelnu stalo. Každopádně poprvé se krysy do příběhu dostaly až ve verzi z doby kolem roku 1559, v předcházejících zmínka o nich chybí.
Údajně je již dlouho zaveden zákonný zákaz zpěvu a hudby v jedné konkrétní ulici v Hamelnu na památku obětí. Během lidových slavností, včetně svatebních procesí, musí kapela vždy přestat hrát na začátku ulice a navázat až na druhé straně.

### Hypotézy původu příběhu

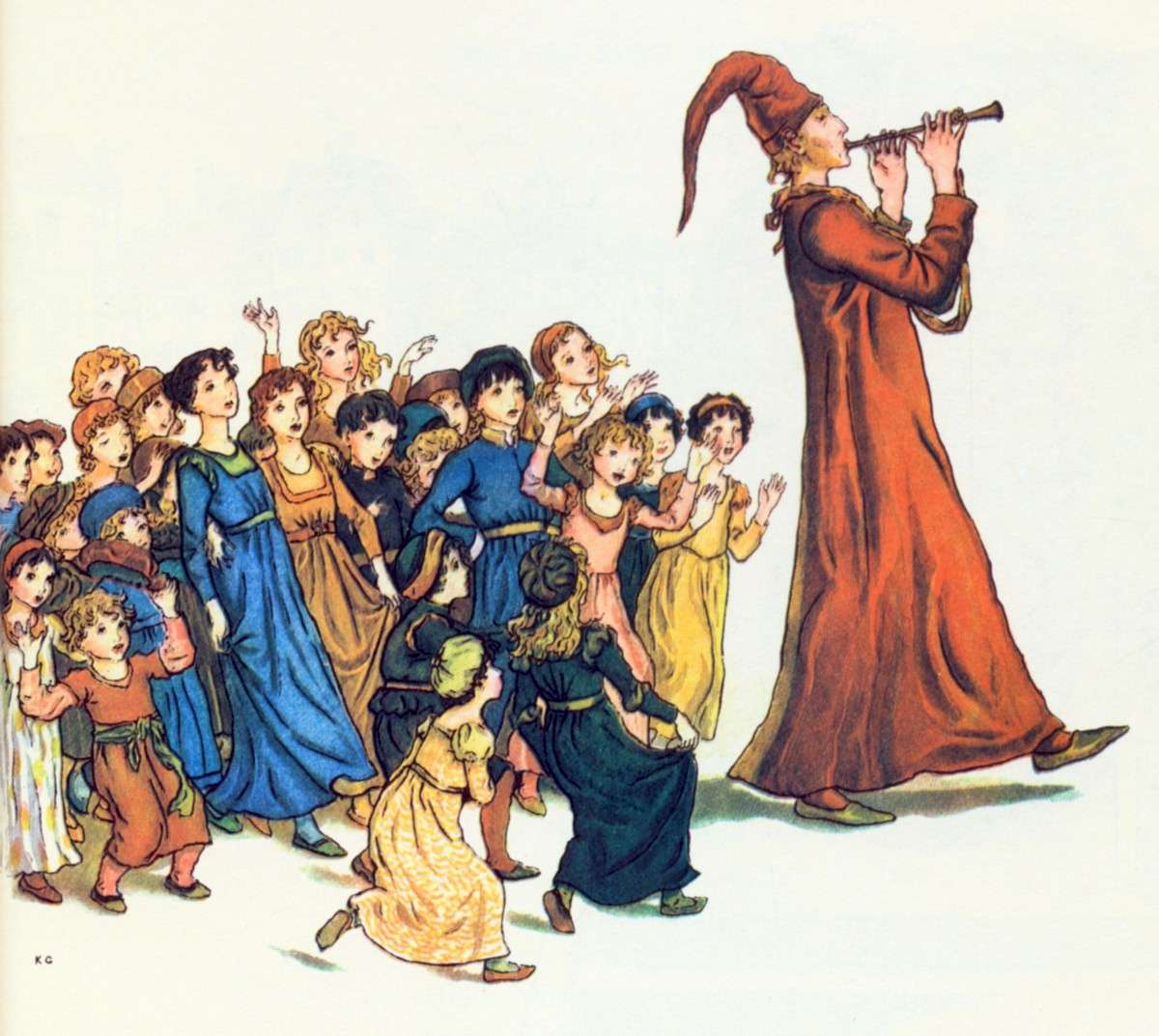
Krysař odvádí děti z Hamelnu. Ilustrace anglické kreslířky Catherine Greenawayové z roku 1888

Teorie o reálném pozadí legendy lze rozdělit následovně:
- děti se staly obětí velkého neštěstí, buď utonuly v řece nebo je pohřbil sesuv půdy
- děti byly nakaženy nějakou nemocí během epidemie a byly vyhnány z města, aby se nenakazil zbytek populace. Uvažuje se o:
  - rané formě Černé smrti
  - Huntingtonově chorobě (zmínka o „tanci“ dětí) – avšak už pouhá statistická pravděpodobnost výskytu u tolika dětí je velmi nízká
- alegorie tance smrti (krysař je personifikovaná Smrt)
- děti opustily město jako účastníci náboženské pouti, vojenského tažení nebo dokonce dětské křížové výpravy (1212) a už se nikdy k rodičům nevrátily; tyto teorie vidí tajemného krysaře jako jejich vůdce, případně verbíře
- děti ochotně opustily své rodiče a Hameln, aby se staly zakladateli vlastní vesnice během kolonizace východní Evropy (některé středoevropské vesnice a města dodnes užívají názvy velmi podobné slovu Hameln či Hamelin; např. podle hypotézy německého historika Wolfganga Wanna založili tito mladí lidé na Moravě z pověření olomouckého biskupa Bruna ze Schauenburku vesnici Hamlíkov) – krysař je chápán jako jejich vůdce/lokátor
- existují také příběhy, že několik měsíců po zmizení dětí byla nalezena jejich těla v blízkém lese

#### Nejstarší zápis legendy (Lüneburský rukopis)
Manuskript pochází z 15. století (cca 1440–1450). Podává zřejmě nejstarší záznam o události v Hamelnu.
| Anno 1284 am dage Johannis et Pauli war der 26. junii Dorch einen piper mit allerlei farve bekledet gewesen CXXX kinder verledet binnen Hamelen gebo[re]n to calvarie bi den koppen verloren | Léta páně 1284, na den (svatého) Jana a Pavla bylo 26. června Jistým pištcem, oblečeným ve všech barvách bylo odvedeno 130 dětí pocházejících z Hamelnu (a) ztratili se u kalvárie poblíž kopců |

Poznámka: koppen je středohornoněmecký výraz pro vrchy, kopce a zdá se být odkazem na výšiny obklopující město. Calvarie je v tomto případě považována za místo, kde se konaly popravy.